# District de Nyon
Ne doit pas être confondu avec District de Nyons.
Le district de Nyon, dont Nyon est le chef-lieu, est l'un des dix districts du canton de Vaud.

## Histoire
Originellement composé de 32 communes réparties en cinq cercles, il a été augmenté à partir du 1er janvier 2008 de la quasi-totalité des communes composant l'ancien district de Rolle (à l'exception de la commune d'Allaman qui a rejoint le district de Morges) ainsi que des communes de Longirod, Marchissy et Saint-George auparavant attachées au district d'Aubonne,.

## Préfets
À la suite de la réorganisation de 2008, la préfecture du district est administrée par deux préfets. Les préfets actuels sont Olivier Fargeon, nommé au 1er juillet 2020, et Chantal Turin nommée au 1er juin 2014.

## Liste des communes
Voici la liste des communes composant le district avec, pour chacune, sa population.
| Blason | Nom                  | Population (décembre 2022) | Superficie(km2) | Densité(hab./km2) | Code postal NPA | Sous-région    |
| ------ | -------------------- | -------------------------- | --------------- | ----------------- | --------------- | -------------- |
|        | Arnex-sur-Nyon       | +000243,                   | +0002,04        | 119               | 1277            | Asse et Boiron |
|        | Arzier-Le Muids      | +002 960,                  | +0051,91        | 57                | 1273            | Jura-lac       |
|        | Bassins              | +001 486,                  | +0020,79        | 71                | 1269            | Jura-lac       |
|        | Begnins              | +001 941,                  | +0004,78        | 406               | 1268            | Jura-lac       |
|        | Bogis-Bossey         | +000932,                   | +0002,45        | 380               | 1279            | Terre Sainte   |
|        | Borex                | +001 139,                  | +0001,98        | 575               | 1277            | Asse et Boiron |
|        | Bursinel             | +000504,                   | +0001,77        | 285               | 1195            | Lac-vignoble   |
|        | Bursins              | +000766,                   | +0003,37        | 227               | 1183            | Lac-vignoble   |
|        | Burtigny             | +000414,                   | +0005,68        | 73                | 1268            | Jura-lac       |
|        | Chavannes-de-Bogis   | +001 340,                  | +0002,85        | 470               | 1279            | Terre Sainte   |
|        | Chavannes-des-Bois   | +001 014,                  | +0002,14        | 474               | 1290            | Terre Sainte   |
|        | Chéserex             | +001 245,                  | +0010,56        | 118               | 1275            | Asse et Boiron |
|        | Coinsins             | +000498,                   | +0002,91        | 171               | 1267            | Jura-lac       |
|        | Commugny             | +002 976,                  | +0006,51        | 457               | 1291            | Terre Sainte   |
|        | Coppet               | +003 206,                  | +0001,87        | 1714              | 1296            | Terre Sainte   |
|        | Crans                | +002 363,                  | +0004,32        | 547               | 1299            | Terre Sainte   |
|        | Crassier             | +001 236,                  | +0002,03        | 609               | 1263            | Asse et Boiron |
|        | Duillier             | +001 113,                  | +0004,11        | 271               | 1266            | Jura-lac       |
|        | Dully                | +000626,                   | +0001,66        | 377               | 1195            | Lac-vignoble   |
|        | Essertines-sur-Rolle | +000743,                   | +0006,95        | 107               | 1186            | Lac-vignoble   |
|        | Eysins               | +001 775,                  | +0002,38        | 746               | 1262            | Asse et Boiron |
|        | Founex               | +003 775,                  | +0004,79        | 788               | 1297            | Terre Sainte   |
|        | Genolier             | +002 020,                  | +0004,87        | 415               | 1272            | Jura-lac       |
|        | Gilly                | +001 446,                  | +0007,76        | 186               | 1182            | Lac-vignoble   |
|        | Gingins              | +001 266,                  | +0012,58        | 101               | 1276            | Asse et Boiron |
|        | Givrins              | +001 021,                  | +0003,97        | 257               | 1271            | Jura-lac       |
|        | Gland                | +013 664,                  | +0008,32        | 1642              | 1196            | Lac-vignoble   |
|        | Grens                | +000399,                   | +0002,56        | 156               | 1274            | Asse et Boiron |
|        | La Rippe             | +001 200,                  | +0016,61        | 72                | 1278            | Asse et Boiron |
|        | Le Vaud              | +001 403,                  | +0003,11        | 451               | 1261            | Jura-lac       |
|        | Longirod             | +000538,                   | +0009,44        | 57                | 1261            | Jura-lac       |
|        | Luins                | +000614,                   | +0002,67        | 230               | 1184            | Lac-vignoble   |
|        | Marchissy            | +000499,                   | +0011,98        | 42                | 1261            | Jura-lac       |
|        | Mies                 | +002 236,                  | +0003,45        | 648               | 1295            | Terre Sainte   |
|        | Mont-sur-Rolle       | +002 767,                  | +0003,85        | 719               | 1185            | Lac-vignoble   |
|        | Nyon                 | +022 465,                  | +0006,79        | 3309              | 1260            | Jura-lac       |
|        | Perroy               | +001 547,                  | +0002,9         | 533               | 1166            | Lac-vignoble   |
|        | Prangins             | +004 278,                  | +0006,03        | 709               | 1197            | Lac-vignoble   |
|        | Rolle                | +006 322,                  | +0002,74        | 2307              | 1180            | Lac-vignoble   |
|        | Saint-Cergue         | +002 788,                  | +0024,28        | 115               | 1264/1265       | Jura-lac       |
|        | Saint-George         | +001 066,                  | +0012,32        | 87                | 1188            | Jura-lac       |
|        | Signy-Avenex         | +000586,                   | +0001,93        | 304               | 1274            | Asse et Boiron |
|        | Tannay               | +001 721,                  | +0001,82        | 946               | 1295            | Terre Sainte   |
|        | Tartegnin            | +000249,                   | +0001,09        | 228               | 1180            | Lac-vignoble   |
|        | Trélex               | +001 430,                  | +0005,78        | 247               | 1270            | Jura-lac       |
|        | Vich                 | +001 160,                  | +0001,56        | 744               | 1267            | Jura-lac       |
|        | Vinzel               | +000379,                   | +0001,09        | 348               | 1184            | Lac-vignoble   |
|        | Total                | +105 359,                  | +000307,        | 343               |                 |                |

## Région de Nyon
La plupart des communes du district sont associées au sein de la Région de Nyon, institution de droit public qui coordonne la planification régionale autour des thématiques interdépendantes que sont le territoire, la mobilité, l'environnement, le contexte socio-économique, la culture, le tourisme et le sport. Ceci leur permet d'atteindre la taille critique pour peser dans des sujets importants et mettre en œuvre des mesures cohérentes dépassant les frontières de chacune des communes.

## Sources
1. 1 2  « Bilan démographique selon le niveau géographique institutionnel » , sur Office fédéral de la statistique (consulté le 31 août 2023).
2. ↑  Article District de Nyon dans le Dictionnaire historique de la Suisse en ligne.
3. ↑  Canton de Vaud, « Liste des communes avec leur ancien district » (consulté le 28 décembre 2007).
4. ↑  [xls] « Statistique de la superficie 2004/09 »(Archive.org • Wikiwix • Archive.is • Google • Que faire ?), sur Office fédéral de la statistique (consulté le 3 septembre 2010).
5. ↑  « Préfecture de Nyon », sur vd.ch (consulté le 23 mai 2023).
6. ↑  « Portraits régionaux 2021: chiffres-clés de toutes les communes »  [xls], sur Office fédéral de la statistique (consulté le 5 mars 2023).
7. ↑  « Communes membres - Région de Nyon » (consulté le 12 décembre 2024)
8. ↑  « Igor Diakoff - Région de Nyon », sur Région de Nyon (consulté le 14 janvier 2025)
9. ↑  Région de Nyon